# Джеффрі Гуррумул Юнупінгу
Джеффрі Гуррумул Юнупінгу (англ. Geoffrey Gurrumul Yunupingu; 22 січня 1970 — 25 липня 2017) — австралійський аборигенний сліпий музикант, співак та автор пісень.

## Життя та творчість
Народився незрячим у 1970 році на острові Елко в північній частині країни. Належав до народу йолну, розмовляв і майже завжди виконував пісні тільки рідною мовою. Англійською знав лише кілька слів, ніколи не вивчав шрифт Брайля і не мав навіть шкільної освіти. Грав на барабані, піаніно, гітарі та австралійському народному інструменті аборигенів диджериду, а також виконував власні пісні. Тематично вся пісенна творчість Джеффрі Юнупінгу пов'язана з історією його рідної місцевості. Іноді виконував (незважаючи на незнання мови) зроблені іншими людьми і завчені ним переклади його авторських пісень англійською мовою.
Записав чотири альбоми, з них два студійних: Gurrumul (2008) і Rrakala (2011). Раніше (з 1992 року) працював з групою Yothu Yindi, співпрацював з Saltwater Band. Його перший сольний альбом Gurrumul посів третю сходинку в австралійських чартах і став платиновим в Австралії (всього було продано понад 70 000 копій).
Джеффрі Гуррумул Юнупінгу привертає увагу поціновувачів музики та багатьох австралійських музичних видань своєю творчістю, в тому числі незвичністю тембру голосу і тематики пісень. У листопаді 2009 року і в 2011 році він отримав премії Jägermeister Australian Independent Record (AIR) Awards як «кращий незалежний виконавець».
У 2013 році виконував народні пісні аборигенів дуетом з Дельтою Гудрем.